# Lay Love on You
"Lay Love on You" is een nummer van de Spaanse zangeres Luisa Fernandez. Het verscheen op haar debuutalbum Disco Darling uit 1978. In januari van dat jaar werd het uitgebracht als de eerste single van het album.

## Achtergrond
"Lay Love on You" is geschreven en geproduceerd door de Duitser John David Parker-Tanja. Fernandez was zestien jaar oud toen het lied in januari 1978 als haar debuutsingle verscheen. Fernandez nam het nummer ook op in het Spaans als "Loca por ti" en in het Duits als "Ein Mann wie du".
"Lay Love on You" werd een hit in een aantal landen. In onder meer Duitsland, Nieuw-Zeeland, Oostenrijk en Zuid-Afrika kwam het in de top 10 terecht. Ook kwam het in de Britse UK Singles Chart terecht, waar plaats 31 behaalde. In Nederland piekte het op de derde plaats in de Top 40 en de vierde plaats in de Nationale Hitparade, terwijl in Vlaanderen de zevende positie in een voorloper van de Ultratop 50 werd bereikt.
In 1989 werd "Lay Love on You" gecoverd door de Nederlandse zangeres Dee Dee. In 2002 nam Fernandez het zelf opnieuw op in duet met haar man Peter Kent.

## Hitnoteringen

### Nederlandse Top 40
| Hitnotering: 29-07-1978 t/m 07-10-1978 | Hitnotering: 29-07-1978 t/m 07-10-1978 | Hitnotering: 29-07-1978 t/m 07-10-1978 | Hitnotering: 29-07-1978 t/m 07-10-1978 | Hitnotering: 29-07-1978 t/m 07-10-1978 | Hitnotering: 29-07-1978 t/m 07-10-1978 | Hitnotering: 29-07-1978 t/m 07-10-1978 | Hitnotering: 29-07-1978 t/m 07-10-1978 | Hitnotering: 29-07-1978 t/m 07-10-1978 | Hitnotering: 29-07-1978 t/m 07-10-1978 | Hitnotering: 29-07-1978 t/m 07-10-1978 | Hitnotering: 29-07-1978 t/m 07-10-1978 | Hitnotering: 29-07-1978 t/m 07-10-1978 |
| Week                                   | 1                                      | 2                                      | 3                                      | 4                                      | 5                                      | 6                                      | 7                                      | 8                                      | 9                                      | 10                                     | 11                                     |                                        |
| -------------------------------------- | -------------------------------------- | -------------------------------------- | -------------------------------------- | -------------------------------------- | -------------------------------------- | -------------------------------------- | -------------------------------------- | -------------------------------------- | -------------------------------------- | -------------------------------------- | -------------------------------------- | -------------------------------------- |
| Nummer                                 | 27                                     | 14                                     | 9                                      | 6                                      | 4                                      | 3                                      | 4                                      | 5                                      | 12                                     | 14                                     | 30                                     | uit                                    |

### Nationale Hitparade
| Hitnotering: 29-07-1978 t/m 28-10-1978 | Hitnotering: 29-07-1978 t/m 28-10-1978 | Hitnotering: 29-07-1978 t/m 28-10-1978 | Hitnotering: 29-07-1978 t/m 28-10-1978 | Hitnotering: 29-07-1978 t/m 28-10-1978 | Hitnotering: 29-07-1978 t/m 28-10-1978 | Hitnotering: 29-07-1978 t/m 28-10-1978 | Hitnotering: 29-07-1978 t/m 28-10-1978 | Hitnotering: 29-07-1978 t/m 28-10-1978 | Hitnotering: 29-07-1978 t/m 28-10-1978 | Hitnotering: 29-07-1978 t/m 28-10-1978 | Hitnotering: 29-07-1978 t/m 28-10-1978 | Hitnotering: 29-07-1978 t/m 28-10-1978 | Hitnotering: 29-07-1978 t/m 28-10-1978 | Hitnotering: 29-07-1978 t/m 28-10-1978 | Hitnotering: 29-07-1978 t/m 28-10-1978 |
| Week                                   | 1                                      | 2                                      | 3                                      | 4                                      | 5                                      | 6                                      | 7                                      | 8                                      | 9                                      | 10                                     | 11                                     | 12                                     | 13                                     | 14                                     |                                        |
| -------------------------------------- | -------------------------------------- | -------------------------------------- | -------------------------------------- | -------------------------------------- | -------------------------------------- | -------------------------------------- | -------------------------------------- | -------------------------------------- | -------------------------------------- | -------------------------------------- | -------------------------------------- | -------------------------------------- | -------------------------------------- | -------------------------------------- | -------------------------------------- |
| Nummer                                 | 34                                     | 10                                     | 15                                     | 8                                      | 4                                      | 5                                      | 5                                      | 4                                      | 13                                     | 14                                     | 17                                     | 30                                     | 43                                     | 50                                     | uit                                    |

### NPO Radio 2 Top 2000
Lay Love on You stond alleen in 2000 in de NPO Radio 2 Top 2000, op plek 1447.